# Team Philips
Team Philips est un catamaran à voiles innovant utilisant le principe de perce-vagues, jusque-là jamais employé sur un voilier de cette taille. Mis à l'eau en février 2000 pour participer à The Race, il se désintègre au large de l'Irlande avant d'avoir pu prendre part à la course.

## Concept
La poutre avant normalement présente sur tous les autres catamarans est supprimée, la cellule de vie est réduite au strict minimum et est située entre les deux bras de liaison, le bateau possède deux mâts pivotants sur 360° ; les mâts sont à wishbone comme sur les planches à voile, donc non haubanés. Le principe est adopté par les Anglais et la presse qui suivent la construction, le bateau est baptisé par la Reine.

## Carrière
Cependant les premiers essais en mer sont moins concluants que la théorie ne le promettait : dès la première sortie, les étraves se brisent, et après un chantier de renforcement c’est au tour des mâts (3,2 tonnes chacun) de présenter de sérieuses faiblesses. En effet les têtes fouettent du fait de l’absence de haubans et entraînent des efforts considérables sur la structure.
Le bateau n’aura navigué que quelques centaines d’heures avant son départ en qualification sur l’Atlantique Nord déchaîné, quelques jours avant le départ de The Race. Ce départ lui sera fatal, l’équipage est contraint d’abandonner le bateau à la suite d'une avarie sur la nacelle centrale. L’équipage est récupéré par un cargo à 1 000 milles à l’ouest de l’Irlande, mais le bateau ne résistera pas aux 60 nœuds de vent et au 10 mètres de creux : il se désintègre sur l’océan.

## Caractéristiques
- Skipper : Pete Goss (Royaume-Uni)
- Hauteur des mâts : 40 m
- Chantier de construction : Goss Challenge (Dartmouth, Royaume-Uni)
- Architectes : Adrian Thomson, Paragon Mann
- Mise à l’eau : 29 février 2000
- Coût de construction : 4,5 millions de livres (6 millions d’euros)